# 釜山忠烈祠
釜山忠烈祠（부산 충렬사）是韩国釜山的一处祭祀建筑，纪念在1592年壬辰倭乱时抵抗日本军队入侵时的殉国将士，位于东莱区安乐洞忠烈大路 345号。1972年 6月26日列为釜山广域市有形文化遗产。

## 历史
釜山忠烈祠由东莱府使尹暄创建于1605年，位于東萊邑城的南门内，纪念东莱府使宋象贤，名为宋公祠壇。1624年，应宣慰使李敏求之请求，国王赐名忠烈祠，并增补了原釜山鎭僉節制使郑拔将军的灵位。1625年（朝鮮仁祖三年）, 忠烈祠迁至目前的位置。
35°12′04″N 129°05′44″E / 35.2012°N 129.0956°E